# ...en ge kunt er uw haar mee kammen
... en ge kunt er uw haar mee kammen is het 28ste album uit de Belgische stripreeks De avonturen van Urbanus en verscheen in 1990. Het werd getekend door Willy Linthout en bedacht door Urbanus zelf.

## Verhaal
In dit verhaal komt Eufrazie te weten dat Werther Vander Sarren Urbanus zijn halfbroer is. Werther wordt algauw erg jaloers op Urbanus omdat die populairder dan hij wordt dankzij zijn pointe "En ge kunt er uw haar mee kammen", waar hij elke mop mee afsluit.

## Achtergronden bij het verhaal
- In dit album wordt authentieke informatie over de varkenspest gegeven.
- Werther Vander Sarren en Goedele Liekens spelen een rol in dit verhaal.